# Divlji anđeli (1969.)
Divlji anđeli, hrvatski dugometražni film iz 1969. godine.

## Uloge
| Glumac                 | Uloga                                        |
| ---------------------- | -------------------------------------------- |
| Mladen Crnobrnja       | Mali                                         |
| Božidar Orešković      | Clay                                         |
| Igor Galo              | Fred                                         |
| Neda Arnerić           | Ingrid - Fredova djevojka                    |
| Veronika Kovačić       | Vera - Ingridina prijateljica                |
| Relja Bašić            | Rihard Huntić "Cici", hotelski animator      |
| Vojislav Mićović       | Didac                                        |
| Duša Počkaj            | Fredova majka                                |
| Krešimir Zidarić       | Automehaničar (kao Krešo Zidarić)            |
| Miodrag Lončar         | Policijski inspektor 1                       |
| Rudolf Kukić           | Poslovni čovjek                              |
| Ilija Ivezić           | Umirovljeni časnik                           |
| Zdenka Trach           | Časnikova žena                               |
| Martin Sagner          | Čovjek ispred izloga                         |
| Branka Strmac          | Žena ispred izloga                           |
| Karlo Bulić            | Stari Istrian                                |
| Semka Sokolović-Bertok | Prodavačica cvijeća                          |
| Jurica Dijaković       | Fredov otac                                  |
| Tatjana Beljakova      | Žena koja kupuje cvijeće (kap Tatjana Salaj) |
| Stevo Krnjajić         |                                              |